# Wallapop
Wallapop è un'azienda spagnola fondata nel 2013 che permette l'inserimento di piccoli annunci. Principalmente viene usata tramite app.
Nel 2014 è stato effettuato un accordo commerciale con Atresmedia.. Nel 2015 è stata citata come la startup con maggiore fatturato in Spagna, con 1 miliardo di dollari di transazioni completate usando l'app.
Nel 2020, in seguito all'epidemia di Coronavirus, la piattaforma ha avuto una crescita del +50% nel numero di transazioni.
Nel 2021 Wallapop ha ricevuto 175 milioni di euro di investimenti da Francia e Sud Corea.
Nel 2023 la piattaforma festeggia il secondo anniversario in Italia, come obiettivo si pone 100 milioni di euro di ricavi. Il fatturato complessivo nel 2022 è stato pari a 72 milioni di euro (+265% negli ultimi quattro anni), l'azienda è stata valutata 771 milioni di euro..